# Notre-Dame-de-Bellecombe
 Notre-Dame-de-Bellecombe  es una población y comuna francesa, en la región de Ródano-Alpes, departamento de Saboya, en el distrito de Albertville y cantón de Ugine.

## Demografía
| 395 | 371 | 410 | 424 | 459 | 510 |
| Para los censos de 1962 a 1999 la población legal corresponde a la población sin duplicidades (Fuente: INSEE [Consultar]) |     |     |     |     |     |